# Sin Guilty
Sin Guilty（シン ギルティ）は、日本のライトノベル作家である。

## 概要
小説投稿サイト「小説家になろう」のマイページでは、自身が男性でO型であることを明かしている。
また、小説投稿サイト「カクヨム」のユーザーページでは、笹本祐一の『妖精作戦』シリーズからソノラマ文庫の作品を読み始め、多種多様なライトノベルにハマっていったことや、『ファイナルファンタジーXI』や『ファンタシースターオンライン』シリーズなどのゲームが好きなことが記されている。
2016年の第4回ネット小説大賞で『いずれ不敗の魔法遣い 〜アカシックレコード・オーバーライト〜』と『異世界娼館の支配人』が受賞を果たしているほか、2018年の第6回ネット小説大賞で『その冒険者、取り扱い注意。』が受賞を果たしており、いずれも書籍化された。
尚、『その冒険者、取り扱い注意。〜正体は無敵の下僕たちを統べる異世界最強の魔導王〜』に関しては2019年2月にツギクルブックス（ツギクル）より書籍化されたのちに、2021年3月に満月シオンの手によって電撃コミックスNEXT（KADOKAWA）よりコミカライズされた。

## 書籍化作品一覧
- 『いずれ不敗の魔法遣い 〜アカシックレコード・オーバーライト〜』シリーズ（イラスト: しかげなぎ、ぽにきゃんBOOKS〈ポニーキャニオン〉）[7]
- 『異世界娼館の支配人』（イラスト: 西E田、宝島社）[8]
- 『その冒険者、取り扱い注意。〜正体は無敵の下僕たちを統べる異世界最強の魔導王〜』シリーズ（イラスト: M.B、ツギクルブックス〈ツギクル〉）[5]
- 『怪物たちを統べるモノ 最強の支援特化能力で、気付けば世界最強パーティーに!』シリーズ（イラスト: 中村エイト、HJノベルス〈ホビージャパン〉）[9]